# Road Warrior Animal
Joseph Aaron Laurinaitis (Philadelphia (Pennsylvania), 12 september 1960 – Osage Beach, 22 september 2020), beter bekend als Road Warrior Animal, was een Amerikaans professioneel worstelaar.

## Loopbaan
Hij was vooral bekend was van zijn tijd bij World Wrestling Federation/Entertainment, van 1990 tot 1992, 1997 tot 1998 en 2003 tot 2006, en World Championship Wrestling in 1993, 1996 en 2001.
Laurinaitis (als Road Warrior Animal) worstelde samen met Road Warrior Hawk als Road Warriors en ze wonnen samen als team vele titels in het tag teamafdeling.
Joseph was de broer van John Laurinaitis die voor de WWE werkte als "Executive Vice President of Talent Relations" en die ook een voormalig professionele worstelaar was.
Road Warrior Animal overleed in 2020 op 60-jarige leeftijd.

## In worstelen
- Finishers
  - Scoop powerslam

- Kenmerkende bewegingen
  - Big boot
  - Clothesline
  - Jumping elbow drop
  - Leaping shoulder block
  - Military press drop
  - Powerbomb
  - Shoulder block

- Managers
  - Paul Ellering
  - Sunny
  - Christy Hemme

## Prestaties
- All Japan Pro Wrestling
  - NWA International Tag Team Championship (1 keer met Road Warrior Hawk)

- American Wrestling Association
  - AWA World Tag Team Championship (1 keer met Road Warrior Hawk)

- Catch Wrestling Association
  - CWA World Heavyweight Championship (1 keer)

- Fighting World of Japan Pro Wrestling
  - World Japan Tag Team Championship (1 keer met Road Warrior Hawk)

- Georgia Championship Wrestling
  - NWA National Tag Team Championship (4 keer met Road Warrior Hawk)

- i-Generation Superstars of Wrestling
  - i-Generation Tag Team Championship (2 keer met Road Warrior Hawk)

- Independent Pro Wrestling
  - IPW Tag Team Championship (1 keer met Road Warrior Hawk)

- Mid-Atlantic Championship Wrestling
  - NWA World Six-Man Tag Team Championship (3 keer; 2x met Road Warrior Hawk en Dusty Rhodes en 1x met Road Warrior Hawk en Genichiro Tenryu)
  - NWA World Tag Team Championship (1 keer met Road Warrior Hawk)
  - Iron Team Tournament (1989; met Road Warrior Hawk)
  - Jim Crockett Sr. Memorial Cup Tag Team Tournament (1986; met Road Warrior Hawk)

- Professional Championship Wrestling (Texas)
  - PWC Tag Team Championship (1 keer met Road Warrior Hawk)

- Pro Wrestling Illustrated
  - PWI Comeback of the Year (2005)
  - PWI Tag Team of the Year (1985, 1988) - met Road Warrior Hawk

- World Wrestling Federation / World Wrestling Entertainment
  - WWF Tag Team Championship (2 keer met Road Warrior Hawk)
  - WWE Tag Team Championship (1 keer met Heidenreich)
  - WWE Hall of Fame (Class 2011)